# Sean Kinney
Sean Howard Kinney (Renton, 27 de Maio de 1966) é um músico estadunidense conhecido por ser co-fundador e baterista da banda Alice in Chains, que ficou famosa no início dos anos 90 durante o movimento grunge de Seattle. Kinney também gravou com Johnny Cash, Metallica, e com o companheiro de banda no Alice in Chains, Jerry Cantrell, em seu álbum solo Boggy Depot (1998).

## Biografia
Seu interesse por música começou cedo através de seu avô, que fazia parte de uma banda conhecida como The Cross Cats, da qual Kinney se tornou membro quando tinha nove anos de idade.
Kinney tocou bateria para o Alice in Chains em todos álbuns da banda, (Facelift (1990), Dirt (1992), Alice in Chains (1995), Black Gives Way to Blue (2009), The Devil Put Dinosaurs Here (2013) e Rainier Fog (2018)), assim como em todos os EPs (Sap (1992) e Jar Of Flies (1994)). Ele também tocou piano e cantou através de um megafone na faixa bônus do EP Sap, intitulada "Love Song".
Em Fevereiro de 2005, Kinney se reuniu com os membros remanescentes do Alice in Chains (Jerry Cantrell e Mike Inez), para tocar num concerto beneficente para as vítimas do Tsunami na Ásia. Essa reunião trouxe a reativação da banda, que com o novo vocalista William DuVall substituindo o falecido Layne Staley, saiu em turnê ao redor do mundo em 2006.
A nova formação do banda já lançou três álbuns entre 2009 e 2018: Black Gives Way to Blue (2009), The Devil Put Dinosaurs Here (2013), e Rainier Fog, o sexto álbum de estúdio da banda lançado em 24 de agosto de 2018.

## Outros projetos
Kinney também tocou bateria para seu companheiro de banda, Jerry Cantrell, quando este gravou sua primeira canção solo, "Leave Me Alone", para a trilha sonora do filme The Cable Guy de 1996, e também tocou no primeiro álbum solo de Cantrell, Boggy Depot, lançado em 1998.
Em 1996 Kinney se juntou ao cantor Johnny Cash, ao guitarrista Kim Thayil da banda Soundgarden, e ao baixista Krist Novoselic da banda Nirvana para gravar a canção "Time of the Preacher" de Willie Nelson para o álbum Twisted Willie, no qual bandas de rock gravaram novas versões para as canções de Willie Nelson.
Em 1998, Kinney tocou percussão na faixa "Tuesday's Gone", um cover da banda Lynyrd Skynyrd lançado no álbum
Garage Inc. do Metallica, que também contava com Jerry Cantrell tocando guitarra.
Kinney fundou a banda Spys4Darwin junto com Chris DeGarmo, guitarrista da banda Queensrÿche, após eles tocarem juntos como parte da banda de apoio de Jerry Cantrell durante a turnê solo do músico. O baixista do Alice in Chains, Mike Inez, e o vocalista da banda Sponge, Vin Dombroski, se juntaram à banda em seguida. O Spys4Darwin lançou seu primeiro e único álbum em 18 de maio de 2001, um EP de 6 faixas intitulado Microfish. A banda se apresentou pela primeira vez durante o festival Endfest em Seattle em 4 de agosto de 2001.
Desde 2009, Kinney é co-proprietário do clube The Crocodile em Seattle, junto com Susan Silver, empresária do Alice in Chains, e Marcus Charles, o co-fundador do festival Capitol Hill Block Party. Em 2013, a revista Rolling Stone nomeou The Crocodile como um dos melhores clubes da América, ficando na 7ª posição.

## Discografia

### Com Alice in Chains
Álbuns de estúdio
- Facelift (1990)
- Dirt (1992)
- Alice in Chains (1995)
- Black Gives Way to Blue  (2009)
- The Devil Put Dinosaurs Here (2013)
- Rainier Fog (2018)

EPs
- We Die Young (1990)
- Sap (1992)
- Jar of Flies (1994)

### Outras aparições
| Título      | Lançamento | Gravadora          | Artista        |
| ----------- | ---------- | ------------------ | -------------- |
| Boggy Depot | 1998       | Columbia           | Jerry Cantrell |
| Microfish   | 2001       | Pied Viper Records | Spys4Darwin    |

Paricipações especiais
| Ano  | Canção                 | Artista         | Álbum                                              |
| ---- | ---------------------- | --------------- | -------------------------------------------------- |
| 1996 | "Time of the Preacher" | Johnny Cash     | Twisted Willie                                     |
| 1996 | "Leave Me Alone"       | Jerry Cantrell  | The Cable Guy (Original Motion Picture Soundtrack) |
| 1998 | "Tuesday's Gone"       | Metallica       | Garage Inc.                                        |
| 2016 | "Tears"                | Alice in Chains | Rush - 2112 (40th Anniversary Edition)             |